# Chloroclystis hawkinsi
Chloroclystis hawkinsi là một loài bướm đêm trong họ Geometridae.